# Maddalena de’ Medici
Maddalena di Lorenzo de’ Medici (* 25. Juli 1473 in Florenz; † 2. Dezember 1519 in Rom) war die zweitälteste Tochter von Lorenzo dem Prächtigen (1449–1492), dem Stadtherrn von Florenz, und dessen Ehefrau Clarice Orsini (1453–1488) und wurde am 25. Februar 1487 mit dem Sohn des Papstes Innozenz VIII., Francesco Cibo (um 1450–1519), verheiratet. Sie war außerdem die Schwester von Piero dem Unglücklichen (1472–1503), der von 1492 bis 1494 in Florenz regierte, von Giovanni de’ Medici (1475–1521), dem späteren Papst Leo X. und von Giuliano de’ Medici (1479–1516), dem späteren Herzog von Nemours. 

## Leben
Maddalena erlebte eine glückliche und behütete Kindheit, die vor allem durch ihr inniges Verhältnis zu ihrem Bruder Giovanni geprägt war. Lorenzo de’ Medici sorgte für eine gute Ausbildung seiner Kinder, er nahm deswegen auch den Humanisten Angelo Poliziano (1454–1494) in seine Dienste, und Lucrezia Tornabuoni (1427–1482), die Mutter Lorenzos, vermittelte ihren Enkelinnen Grundkenntnisse in der Buchhaltung, im Rechnungswesen und im Führen eines Haushaltes. 
Politisch geprägt war ihre Kindheit jedoch von den Ereignissen der Pazzi-Verschwörung, die von Papst Sixtus IV. (1414–1484) im Jahre 1478 gegen die Herrschaft der Medici in Florenz initiiert wurde und deren bekanntestes Opfer Maddalenas Onkel Giuliano war. Aber auch nach dem Tod des Papstes besserten sich die römisch-florentinischen Beziehungen nicht. 1485 erhoben sich neapolitanische Barone mit Unterstützung des neuen Papstes Innozenz VIII. (1432–1492), der auch Lehnsherr des Königreiches Neapel war, gegen die Herrschaft von König Ferrante (1423–1494), den Florenz und Mailand unterstützten. Lorenzo unterzeichnete deswegen am 2. November 1485 in Florenz einen Soldvertrag mit Virginio, Vicino, Giulio und Gian Paolo Orsini, die an der Seite Ferrantes den Aufstand der Barone niederschlugen. Der Baronkrieg endete mit dem im August 1486 geschlossenen Frieden zwischen dem Papst und dem König von Neapel, der den Aufständischen die geforderte Amnestie gewährte. 
Lorenzo der Prächtige war nun daran interessiert, die Beziehungen zwischen Florenz und Rom zu normalisieren. Deshalb entsandte er im Herbst 1486 seinen Schwager, den Erzbischof von Florenz, Rinaldo Orsini, und den Diplomaten Pierfilippo Pandolfini nach Rom, um mit Innozenz VIII. über die römisch-florentinischen Beziehungen neu zu verhandeln. Da mittlerweile die römische Filiale der Medici-Bank ihre Tätigkeit praktisch einstellen musste, war für Lorenzo ein Ausgleich mit dem Papst aus wirtschaftlichen Gründen zwingend notwendig. Ebenso beabsichtigte Lorenzo, die kirchliche Laufbahn seines Sohnes Giovanni mit Hilfe des Papstes tatkräftig zu fördern. 
Innozenz VIII. war zu einem politischen Vergleich mit Florenz bereit und erklärte, dass er sich in Zukunft in politischen Angelegenheiten nach Lorenzos Rat richten werde. Des Weiteren übertrug der Papst der Medici-Bank die finanziellen Angelegenheiten des Vatikans. Er erwartete jedoch von Lorenzo, dass dessen vierzehnjährige Tochter Maddalena mit seinem Sohn Francesco verheiratet wurde. 
Francesco Cibo entstammte der großen Liebe seines Vaters zu einer Neapolitanerin und wurde von diesem als leiblicher Sohn anerkannt. Franceschetto (Fränzchen), so nannten die Römer den fast Vierzigjährigen, lebte in finanzieller Abhängigkeit von seinem Vater. Er war ein Trinker und Spieler, der sein Geld mit Girolamo Tuttavilla, dem Sohn des französischen Kardinals d’Estouteville, bei Kurtisanen verprasste und dessen Schulden stets von Innozenz VIII. beglichen wurden. Lorenzo zögerte anfänglich, seine zweitälteste Tochter mit dem missratenen Sohn des Papstes zu verheiraten; jedoch schloss im Januar 1487 der Papst ein Abkommen mit Venedig, das den deswegen beunruhigten Lorenzo zum schnellen Handeln zwang. Er entschloss sich nun aufgrund der zu erwartenden politischen und wirtschaftlichen Vorteile, das persönliche Glück seiner Tochter zu opfern und stimmte einer Ehe zwischen Maddalena und Francesco zu. 
Am 25. Februar 1487 wurde in Rom die Ehe zwischen Maddalena de’ Medici und Francesco Cibo im Beisein des Papstes, aber in Abwesenheit der Braut, die von ihrem Onkel Rinaldo Orsini vertreten wurde, geschlossen. Die Mitgift Maddalenas betrug 4.000 Fiorini. Ebenfalls am 25. Februar 1487, allerdings in Neapel, wurde die Ehe zwischen Piero de’ Medici und Alfonsina Orsini (1472–1520) in Abwesenheit des Brautpaares, aber im Beisein des Königs von Neapel geschlossen. Lorenzo der Prächtige wusste immer, dass die Herrschaft seiner Familie weder durch Tradition noch durch Gesetze in Florenz dauerhaft gesichert war. Er bezweckte deshalb mit den Eheschließungen Pieros und Maddalenas und der geplanten kirchlichen Karriere Giovannis, den Medici ein zweites Standbein in Rom zu schaffen, mit dem Ziel, die zukünftige Herrschaft seines ältesten Sohnes Piero in Florenz abzusichern. Dies sollte, wenn nötig, mit Hilfe der römischen Verbündeten geschehen. Beide Eheverbindungen waren ein außenpolitischer Erfolg der Medici. Sie fanden die Zustimmung des neapolitanischen Königs und des Regenten des Herzogtums Mailand, Ludovico il Moro (1451–1508). Allerdings sorgten diese Eheverbindungen innerhalb der Florentiner Oligarchie für Unruhe, so dass Lorenzo sich entschloss, seine verbliebenen Töchter Luisa und Contessina mit Giovanni de’ Medici und mit Piero Ridolfi zu verloben.
Maddalena erreichte vereinbarungsgemäß und in Begleitung ihrer schon an Tuberkulose erkrankten Mutter Clarice Orsini, ihres Bruders Piero und ihres Schwagers Jacopo Salviati (1463–1533) am 13. November 1487 Rom. Sie feierte, als Novum in der Geschichte der Päpste, am 20. Januar 1488 ihre Hochzeit mit dem Papstsohn im päpstlichen Amtssitz. Im Mai 1488 kehrte Maddalena mit ihrem Ehemann und ihrer Mutter nach Florenz zurück, um dort am Hochzeitsfest Pieros teilzunehmen, das jedoch aufgrund des Todes von Luisa (* 1476/77), Maddalenas jüngerer Schwester, nicht gefeiert wurde. Maddalena blieb jedoch in Florenz, betreute ihre kranke Mutter bis zu deren Tod am 30. Juli 1488 und kehrte erst nach Lorenzos Aufforderung im September 1488 nach Rom zurück.
Innozenz VIII. ernannte im März 1489 den dreizehnjährigen Giovanni de’ Medici zum Kardinal. Zwar musste dieser sein Amt bis 1492 ruhen lassen, aber für Lorenzo hatte sich damit ein politisches Ziel der Verheiratung Maddalenas erfüllt. Giovanni verfügte nun über kirchliche Einkünfte, die er von da an zum Nutzen der Medici einsetzte. So übertrug der Papst, auch auf Drängen des neapolitanischen Königs Ferrante, Giovanni die Benediktinerabtei Montecassino, die mit ihren Einkünften, ausgedehnten Besitzungen und Rechten zu den reichsten Klöstern der Christenheit zählte. 
Maddalena nahm derweilen am regen gesellschaftlichen Leben in Rom teil. Der Papst schätzte seine Schwiegertochter sehr, er schenkte ihr großzügig wertvollen Schmuck und lockerte ihretwegen die Sitten im Vatikan. So durften nun auch weltliche Frauen unaufgefordert die Räume des Papstes betreten, und im November 1488 feierte Innozenz’ Enkelin Peretta ihre Hochzeit im Vatikan. Lorenzo missbilligte zwar den Verfall der päpstlichen Autorität, jedoch mehr als dies befürchtete er das baldige Ableben des kränklichen Papstes und die bisher nicht geklärte materielle Versorgung seiner Tochter. 
Schon im Sommer 1487 erwarb der bisher mittellose Francesco Cibo mit Hilfe der Medici-Bank die Herrschaften Cerveteri und Santa Severa. Ebenso finanzierte ihm die Medici-Bank den Erwerb der Grafschaft Anguillara, so dass Francesco ein kleines zusammenhängendes Gebiet im Norden Roms besaß. Die ihm gewährten Kredite wurden durch die Übertragung von kirchlichen Einkünften an die Medici-Bank beglichen. Innozenz VIII. verpflichtete sich außerdem, sämtliche Forderungen Lorenzos gegenüber der päpstlichen Kammer, die noch aus der Zeit Sixtus’ IV. herrührten, zurückzuzahlen, und er belehnte am 21. Februar 1490 seinen Sohn mit der Grafschaft Anguillara. Francesco erhielt wenig später auch das Florentiner Bürgerrecht zugesprochen. Schließlich bekam er als Mitgift Maddalenas einen Palast aus dem konfiszierten Vermögen von Jacopo Pazzi übereignet. 
Maddalena genoss inzwischen hohes gesellschaftliches Ansehen in Rom. So war Rodrigo Borgia, der spätere Papst Alexander VI., bereit, ihre älteste Tochter Lucrezia zu taufen. Ihre Ehe verlief jedoch unglücklich, Franceschetto vernachlässigte seine junge Gemahlin und führte bald nach der Hochzeit sein früheres Leben fort. Er zog wieder mit Girolamo Tuttavilla durch verrufene Viertel, sie brachen in Häuser ein, vergewaltigten Frauen und ruinierten sich im Spiel. So verlor Franceschetto in einer Nacht 14.000 Dukaten, dies entsprach dem Wert eines Palastes. 
Eine Wende bekam das Leben Maddalenas mit dem Tod ihres Vaters im April 1492 und mit dem bald darauf folgenden Tod ihres Schwiegervaters im Juli 1492. Francesco Cibo befürchtete nun, Opfer der üblichen Vergeltungen nach dem Ableben eines Papstes zu werden. Er konnte einerseits nicht mit der Hilfe der mächtigen römischen Adelssippe Orsini rechnen, andererseits auch nicht die Unterstützung ihrer Gegner erwarten. Aus diesen Gründen verkaufte er seine Besitztümer, zum Teil zu Schleuderpreisen, und floh mit seiner Familie nach Florenz. Der Verzicht Francesco Cibos auf politische Macht in Rom sicherte seiner Familie für die nächsten zwanzig Jahre ein ruhiges Leben auf ihren Besitztümern in Florenz, in der Toskana, in Genua und in Ligurien. Die Cibos hatten keine Feinde; dies ermöglichte den Aufstieg ihrer Kinder, und Maddalena gelang es, die wirtschaftliche Kontrolle über ihre Besitztümer zu erlangen. Weniger erfolgreich war sie mit der Erziehung ihres Sohnes Innocenzo, der nach seinem Vater geriet, als Jugendlicher vier uneheliche Kinder zeugte und als junger Mann an Syphilis erkrankte. 
Leo X., Maddalenas Bruder Giovanni, wurde am 11. März 1513 zum Papst gewählt, und er gestattete bald darauf seinen Schwestern die Teilnahme am höfischen Leben in Rom. Lucrezia, Contessina und Maddalena zogen gemeinsam nach Rom und bedrängten ihren Bruder mit maßlosen Forderungen. Leo X., der sich vor allem Maddalena – deren Eheschließung ihm den Aufstieg ermöglichte – verpflichtet fühlte, ernannte schon am 23. September 1513 ihren zweiundzwanzigjährigen Sohn Innocenzo zum Kardinal und sicherte ihm immense Einkünfte zu. Ebenso bedachte der Papst Innocenzos Geschwister mit Gütern und reichlichen Geldgeschenken. Maddalena erhielt 1515 das römische Bürgerrecht, ihr Mann Francesco bekam 1516 als neue Einnahmequelle die Statthalterschaft über das Herzogtum Spoleto zugesprochen. Maddalenas Begünstigung durch den Papst und ihr irrtümlich angenommener politischer Einfluss führten zu Neid und Missgunst ihrer Schwestern, so dass Leo X. deren Söhne Giovanni Salviati (1490–1553) und Niccolò Ridolfi (1501–1550) am 1. Juli 1517 ebenfalls zu Kardinälen ernannte. 
Maddalena starb, von Leo X. schmerzlich vermisst, wenige Wochen nach dem Tod ihres Mannes Francesco Cibo am 2. Dezember 1519 in Rom. 1520 wurde ihr Sohn Innocenzo zum Erzbischof von Genua und zum Erzbischof von Turin ernannt.

## Kinder
Aus der am 25. Februar 1487 in Rom geschlossenen Ehe zwischen Maddalena de’ Medici und Francesco Cibo (* um 1450; † 25. Juli 1519) entstammten folgende Kinder:
- Lucrezia Cibo (* Dezember 1489; † Juli 1492) wurde am 4. Januar 1490 von Rodrigo Borgia, dem späteren Papst Alexander VI., getauft.
- Clarice Cibo (Dezember 1490; † 1492) wurde als behindertes Kind geboren.
- Innocenzo Cibo (* 25. August 1491 in Genua; † 23. September 1550 in Rom) wurde am 23. September 1513 durch Papst Leo X. zum Kardinal ernannt und amtierte von 1520 bis 1550 als Erzbischof von Genua und von 1520 bis 1548 als Erzbischof von Turin.
- Eleonore Cibo (1499–1557) war Äbtissin des Klosters Santa Maria in Genua.
- Lorenzo Cibo (* 20. Juli 1500; † 14. März 1549); Herzog von Ferentillo, er heiratete am 14. Mai 1520 Ricciarda Malespina (1497–1553) und begründete mit ihr die Familie Cibo Malespina.
- Caterina Cibo (* 13. September 1501; † 17. Februar 1557) heiratete 1520 Giovanni Maria da Varano, Herzog von Camerino.
- Ippolita Cibo (1503–1562) heiratete 1522 Roberto Ambrogio da Sanseverino († 1532), Markgraf von Colorno und Graf von Cajazzo.
- Giovanni Battista Cibo (* 6. Mai 1505; † 15. März 1550) wurde 1530 Bischof von Marseille.